# Міжнародна асоціація суднових менеджерів
Міжнародна асоціація суднових менеджерів (International Ship Managers Association, InterManager (ISMA)) — компанія з обмеженою відповідальністю, що представляє інтереси суднових менеджерів.

## Роль і функції
Головна роль, яку виконує Інтерменеджер полягає у поліпшенні стандартів в галузі управління судами і досягнення більш безпечного, більш екологічно відповідального, надійного управління судноплавної галуззю.
Функції Асоціації:
- розвивати співпрацю, враховуючи потреби усіх компаній, що беруть участь у судовому менеджменті та наданні крюїнгових послуг;
- сприяти впровадженню найвищих стандартів з експлуатації суден, за рахунок інновацій, творчого підходу, обміну знаннями;
- забезпечувати форум для обговорення питань, що становлять спільний інтерес;
- бути як загальний голос суднових менеджерів на міжнародних форумах, при взаємодії з міжнародними регулюючими органами;
- відстоювати ефективність, якість та етику в судновому менеджменті;
- просувати позитивний  імідж судноплавства і морську кар'єру.

## Діяльність
Міжнародна асоціація суднових менеджерів розробила Кодекс стандартів управління в судноплавстві (Code of Ship Management Standards). Кодекс є одночасно вимірюваним і зовні керованим, та не має собі рівних серед інших промислових стандартів у галузі морських перевезень сьогодні або в минулому.
У 1995 р. Інтерменеджер запросив і одержав консультативний статус при Міжнародній морській організації (ІМО). Це було особливо важливо, в зв'язку з тим, що ІМО представила свій Міжнародний кодекс з управління безпекою (ISM), який знайшов своє відображення у резолюції А.741 (18), і в даний час входить до Міжнародної конвенції з охорони людського життя на морі (SOLAS)
Асоціація брала участь у роботі підкомітетів Балтійської і міжнародної морської ради (БІМКО) та рецензувала проформи контрактів Shipman і Crewman.

## Члени
На сьогодні, щоб виконати вимоги до членства в Інтерменеджер досить, щоб компанія впровадила міжнародний стандарт ISO 9001: 2000 Системи менеджменту якості, що охоплює елементи з Кодексу ІСМА. Це означає, що немає необхідності для InterManager проводити додатковий аудит, щоб визначити рівень якості ділової компетентності членів. Замість цієї процедури Асоціація видає рекомендації з інтерпретації ISO 9001: 2000 стосовно діяльності суднових і крюинг-менеджерів, допомагаючи їм досягти належного рівня якості, який InterManager вважатиме за потрібне.
Членами InterManager є 87 компаній і організацій судноплавного сектора. Асоціація представляє суднових менеджерів по всьому світу, які контролюють флот, що складається з більш ніж 5000 суден, на яких працюють 250 тисяч моряків. Обмін інформацією та робота над спільними цілями є відмінною рисою членства в InterManager. Члени Асоціації мають багатий досвід і знання в своїх напрямках роботи, що дозволяє об'єднати аналітичні експертні висновки на користь різних комітетів Асоціації та надавати колективний доступ через онлайн форуми, конференції, семінари.
В Асоціації передбачено дві категорії членства.
Дійсними членами можуть стати суднові менеджери і менеджери крюїнгових агентств, безпосередньо задіяні у наданні послуг суднового менеджменту. Це можуть бути як окремі крюїнгові агентства, так і підрозділи суднового і крюинг-менеджменту в судноплавних компаніях. Дійсними членами Міжнародної асоціації суднових менеджерів є 43 компанії, включно із крюїнгами, які здійснюють свою діяльність і на території України. Серед них:
- Alpha Navigation;
- Bernhard Schulte Shipmanagement (BSM CSC Ukraine);
- Columbia Shipmanagement Ltd (CSM Ukraine);
- V.Ships Group;
- Wilhelmsen Ship Management (Wilhelmsen Marine Personnel Ukraine).

Заявки на асоційоване членство приймаються від компаній і організацій, що працюють у судноплавній галузі, у тому числі, суднових постачальників та інших зацікавлених сторін. Асоційованими членами Міжнародної асоціації суднових менеджерів є 44 організації, серед них:
- Балтійська І міжнародна морська рада (БІМКО);
- Міжнародний рятувальний союз (ISU);
- Американське бюро судноплавства (ABS),
- Міжнародна асоціація суднових постачальників (ISSA),
- Гідрографічна Служба Великої Британії;
- Морська Академія Бангладеш;
- Міжнародна асоціація незалежних власників танкерів (ІНТЕРТАНКО);
- Міжнародна асоціація власників суховантажних суден (ІНТЕРКАРГО).